# Olívia Araújo
Maria Olívia Araújo (São Paulo, 14 de novembro de 1972) é uma atriz brasileira. Conhecida por sua versatilidade de atuação, ganhou notoriedade por seus personagens no cinema, teatro e, sobretudo, na televisão. Ela é ganhadora de vários prêmios, incluindo um Troféu Calunga do Festival de Recife e um Troféu Mucuripe do Cine Ceará, além de ter recebido três indicações ao Prêmio Cenym de Teatro.
Araújo fez sua estreia no cinema na comédia Domésticas, em 2001, o qual a projetou para uma carreira nacional, sendo elogiada e premiada pela atuação. Após uma década de breves papéis no cinema e na televisão, sua descoberta veio em 2013 quando ela interpretou a empregada doméstica cômica Shirley na telenovela infantil Chiquititas, que a proporcionou mais espaço na televisão e maior popularidade em termos nacionais.
Araújo foi contratada pela TV Globo para interpretar a empregada doméstica Melodia na novela I Love Paraisópolis (2015). Sua personagem, Melodia, logo caiu no gosto popular e ela foi requisitada para papéis maiores na emissora, onde consolidou sua carreira nos últimos anos. Ela também se destacou em Liberdade, Liberdade (2016), Tempo de Amar (2017), O Tempo Não Para(2018), Malhação: Toda Forma de Amar (2019) e Além da Ilusão (2022).
No cinema, também atuou em filmes como o indicado ao Óscar Cidade de Deus (2002), Onde Está a Felicidade? (2011), Gonzaga: de Pai pra Filho (2012) e Operações Especiais (2015). No teatro, esteve em espetáculos como Família Muda-se (2006), Mãe É Karma! (2009) e Cerimônia do Adeus (2023), pelo qual foi indicada ao Prêmio Cenym de Melhor Atriz Coadjuvante. Em 2023, foi uma das protagonistas da novela Fuzuê, no papel da misteriosa Maria Navalha.

## Biografia
Filha de uma empregada doméstica e de um bancário, Maria Olívia Araújo nasceu em São Paulo em 14 de novembro de 1972 e interessou-se pela atuação ainda na infância. Mesmo sem referência artística na família, Olívia, ao assistir o filme franco-brasileiro Orfeu do Carnaval (1959), o qual tinha Léa Garcia no elenco, encantou-se pela arte. A decisão de ser atriz não agradou seus pais que, segundo a atriz, tinham receio de como seria sua vida visto que ela era a única da família a enveredar pela carreira artística. No entanto, não desistiu do seu desejo e anos mais tarde estudou atuação e deu início à carreira profissional. Olívia não se casou e não teve filhos. Antes de consolidar sua carreira como atriz, trabalhou em diversos cargos, incluindo balconista de loja de departamento, assistente financeira e recepcionista de uma clínica médica israelita.

## Carreira

### 2000—09: Estreia no cinema e primeiros trabalhos
Após um tempo de carreira no teatro, Olívia ganhou maior notoriedade como uma das protagonistas do filme Domésticas, de 2001, no papel de Quitéria, dirigido por Nando Olival e Fernando Meirelles. A obra conquistou elogios da crítica, principalmente pelos diálogos e o retrato das empregadas domésticas brasileiras. Por seu desempenho, foi premiada com os prêmios de Melhor Atriz pelo Cine Ceará-Festival Ibero-americano de Cinema e Melhor Atriz Coadjuvante pelo Festival de Cinema de Recife. Sua estreia no cinema impulsionou sua carreira e no ano seguinte ela fez uma participação especial no filme de ação Cidade de Deus, também dirigido por Meirelles, em 2002, o qual fez sucesso mundial e recebeu quatro indicações ao Óscar 2004. Em 2007, estreia na televisão no programa humorístico Sem Controle, no SBT, atuando em algumas esquetes. O programa foi ao ar entre março e novembro de 2007, mas foi cancelado devido à baixa repercussão.
No ano seguinte, em 2008, foi escalada para seu primeiro trabalho em telenovelas. Em Ciranda de Pedra, da TV Globo, deu vida a "Jovelina Onofre", uma manicure que vive passando situações engraçadas com seu patrão, "Seu Memé" (José Rubens Chachá), e possui um talento: ler o futuro das pessoas através de suas unhas. Em 2009, esteve em seu terceiro filme, O Contador de Histórias, onde realiza uma participação especial como uma das funcionárias da Febem, um dos cenários da história. No mesmo ano, retorna à televisão com participações especiais nos seriados Tudo Novo de Novo e Som & Fúria, ambos na TV Globo.

### 2010—19: Projeção nacional e consolidação na televisão
Em 2011, é dirigida por Carlos Alberto Ricceli no filme de comédia Onde Está a Felicidade?, onde atua como "Vanesse". No mesmo ano, atuou na minissérie Por Toda Minha Vida, da TV Globo, a qual retratava a biografia de cantores brasileiros. Na obra, interpretou "Donária", um dos romances da vida do cantor e compositor Cartola. Em 2012, volta às novelas na trama das sete Cheias de Charme, interpretando a diarista "Jurema", e volta ao cinema na cinebiografia Gonzaga: de Pai pra Filho, como "Priscila".
Em 2013, transfere-se para o SBT para atuar na novela infanto-juvenil Chiquititas, onde interpretou a desbocada Shirley, que trabalha como empregada doméstica. A personagem ganhou destaque na trama por suas características cômicas e logo se tornou um dos trabalhos mais populares da carreira da atriz. Com o término das gravações de Chiquititas, realizou teste para outros trabalhos na televisão, sendo escalada para viver novamente uma empregada, a cômica "Melodia" na novela das sete I Love Paraisópolis, de volta à TV Globo, onde novamente cativou o público pelo tom cômico de sua personagem. Com esses dois trabalhos, ela ficou no ar ao mesmo tempo em telenovelas inéditas de canais diferentes, pois a exibição de Chiquititas terminou tempo depois da estreia de I Love Paraisópolis.
Em 2016, interpreta a escrava "Celeste" na telenovela das onze Liberdade, Liberdade. No ano seguinte, 2017, emenda uma série de trabalhos na emissora global, iniciando com uma participação especial no seriado Vade Retro, onde interpreta uma enfermeira, e uma participação no episódio "Seres Humanos como Nós" da série de comédia Filhos da Pátria, no papel de "Caetena". Em setembro, passa a interpretar a doce "Nicota" em Tempo de Amar, novela das seis de Alcides Nogueira. Na trama, sua personagem é proprietária de uma pensão e é responsável por trazer leveza à trama. Em 2018, a atriz integra o elenco de O Tempo Não Para, novela das sete. Na trama, ela é "Cesária", que no Século XIX era ama-de-leite da família Sabino Machado. Sua personagem é uma das congeladas da trama central da novela e de volta à vida no Século XXI se adapta à vida de liberdade. Recém saída de O Tempo Não Para, foi convidada para o elenco da vigésima sétima temporada da novela Malhação, onde esteve na pele de "Vânia Pereira", uma mulher que escondeu a verdadeira identidade do pai biológico de sua filha.

### 2020—presente: Ascenção e reconhecimento na televisão

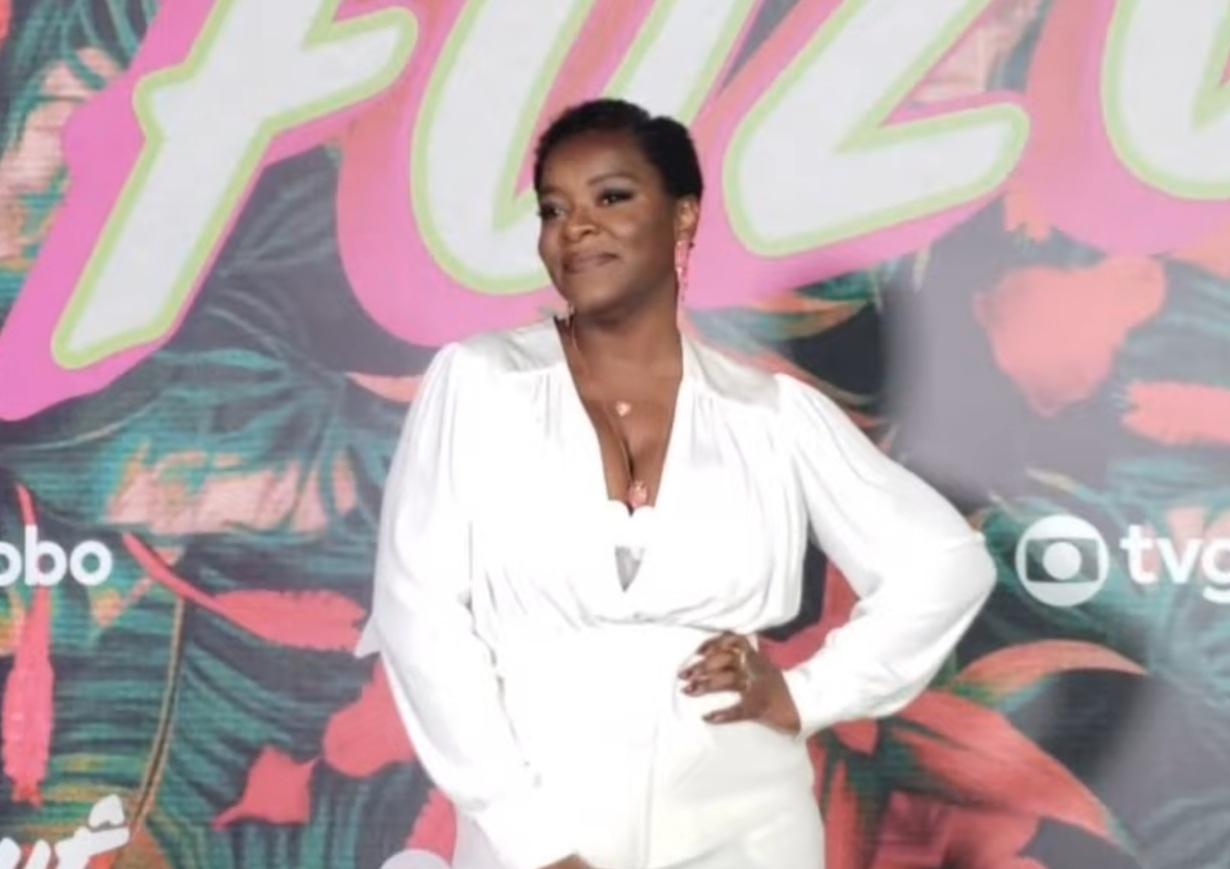
Olívia durante evento de lançamento da novela Fuzuê em 2023.

Em 2020, interpreta a abolicionista e humanista norte-americana Harriet Tubman no especial Falas Negras. Em novembro de 2020, apresentou-se no monólogo Voar É o que me Põe de Pé. Sob a direção de Renato Farias, a peça proporciona uma abordagem única na redescoberta do significado da vida por meio da ótica da arte e da poesia. Ela representa uma montagem inédita inspirada no conto "Ensaio sobre a poesia", extraído do livro "Bagageiro" de Marcelino Freire, apresentando a poesia envolvente de Geni Guimarães, uma escritora que destaca a beleza e sabedoria presentes na simplicidade de quem aprendeu a observar e respeitar o tempo.
Em 2021, fez uma participação especial na reta final da novela Amor de Mãe como "Zenaide do Nascimento", mãe biológica do filho adotivo de Vitória (Taís Araújo) que reaparece para confrontá-la. Em 2022, interpreta a governanta Augusta na novela Além da Ilusão. Em março de 2023, faz uma participação especial na novela Mar do Sertão como Nossa Senhora Aparecida. Em abril de 2023, volta aos palcos do teatro em uma montagem de A Cerimônia do Adeus, dirigida por Ulysses Cruz. No espetáculo, que aborda conflitos familiares e choques de geração, interpreta a espírita Tia Brunilde e atua ao lado de atores como Malu Galli, Beth Goulart e Eucir de Souza. Seu desempenho na peça foi elogiado pela crítica e lhe rendeu a indicação de Melhor Atriz Coadjuvante no Prêmio Cenym de Teatro.
Em abril de 2023, foi escalada para um de seus principais trabalhos na teledramaturgia, a misteriosa cantora Maria Navalha, a mãe da protagonista na novela das sete Fuzuê. Inicialmente, a personagem estava reservada para ser interpretada por Glória Pires e, posteriormente, por Dira Paes, mas ambas não puderam participar do projeto e Olívia foi convidada para assumir o papel. Ao iniciar a trama, Maria Navalha encontra-se desaparecida há um longo período. A única pista que Luna (Giovana Cordeiro) possui sobre o paradeiro da mãe está relacionada à loja de artigos populares Fuzuê, pertencente a Nero Braga e Silva (Edson Celulari). Descobre-se que o estabelecimento foi erigido sobre um tesouro oculto por mais de 300 anos. Maria estava presente no local, segurando um mapa, quando foi avistada pela última vez.

## Teatro
| Ano  | Título                                        | Personagem         | Ref.   |
| ---- | --------------------------------------------- | ------------------ | ------ |
| 2005 | Sossego e Turbulência no Coração de Hortência |                    | [ 25 ] |
| 2006 | Família Muda-se                               |                    | [ 26 ] |
| 2009 | Mãe É Karma!                                  |                    | [ 27 ] |
| 2017 | Rebola                                        |                    |        |
| 2020 | Voar É o que me Põe de Pé                     | Vários personagens | [ 18 ] |
| 2023 | Cerimônia do Adeus                            | Tia Brunilde       | [ 28 ] |

## Filmografia

### Televisão
| Ano     | Obra                         | Personagem                         | Nota                                               |
| ------- | ---------------------------- | ---------------------------------- | -------------------------------------------------- |
| 2007    | Sem Controle                 | Sueli                              |                                                    |
| 2008    | Ciranda de Pedra             | Jovelina Onofre                    |                                                    |
| 2009    | Tudo Novo de Novo            | Carla                              | Episódio: "Clara, Miguel e mais uma Reconciliação" |
| 2009    | Som & Fúria                  | Olívia                             |                                                    |
| 2011    | Por Toda Minha Vida          | Donária                            | Episódio: "Cartola"                                |
| 2012    | Cheias de Charme             | Jurema                             |                                                    |
| 2013–15 | Chiquititas                  | Shirley Santana de Santana         |                                                    |
| 2015    | I Love Paraisópolis          | Melodia Freire Pernambucana        |                                                    |
| 2016    | Liberdade, Liberdade         | Celeste                            |                                                    |
| 2017    | Vade Retro                   | Enfermeira                         |                                                    |
| 2017    | Filhos da Pátria             | Caetana                            | Episódio: "Seres Humanos como Nós"                 |
| 2017–18 | Tempo de Amar                | Ana Filomena Borges (Nicota)       |                                                    |
| 2018–19 | O Tempo Não Para             | Césaria Sabino Machado Gentil      |                                                    |
| 2019–20 | Malhação: Toda Forma de Amar | Vânia Pereira                      | Temporada 27                                       |
| 2020    | Falas Negras                 | Harriet Tubman                     |                                                    |
| 2021    | Amor de Mãe                  | Zenaide do Nascimento              | Episódios: "8–9 de abril"                          |
| 2022    | Além da Ilusão               | Augusta dos Santos                 |                                                    |
| 2023    | Mar do Sertão                | Nossa Senhora Aparecida            | Episódio: "6 de março"                             |
| 2023–24 | Fuzuê                        | Maria Neiva Coelho (Maria Navalha) |                                                    |

### Cinema
| Ano  | Título                    | Personagem             | Notas          |
| ---- | ------------------------- | ---------------------- | -------------- |
| 2001 | Domésticas                | Quitéria               |                |
| 2002 | Cidade de Deus            | Recepcionista do motel |                |
| 2005 | O Contador de Histórias   | Merendeira da Febem    |                |
| 2011 | Onde Está a Felicidade?   | Vanesse                |                |
| 2012 | Gonzaga: de Pai pra Filho | Priscila               |                |
| 2014 | O Diabo Era Mais Embaixo  | Clotilde               | Média-metragem |
| 2015 | Operações Especiais       | Karla                  |                |

## Prêmios e indicações
| Ano  | Associações                                    | Categoria                              | Nomeações                    | Resultado | Ref    |
| ---- | ---------------------------------------------- | -------------------------------------- | ---------------------------- | --------- | ------ |
| 2001 | Troféu Calunga do Festival de Cinema de Recife | Melhor Atriz Coadjuvante               | Domésticas                   | Venceu    | [ 36 ] |
| 2001 | Cine Ceará-Festival Iberoamericano de Cinema   | Melhor Atriz                           | Domésticas                   | Venceu    | [ 36 ] |
| 2018 | Prêmio The Brazilian Critic                    | Melhor Atriz Coadjuvante em Telenovela | O Tempo Não Para             | Indicado  |        |
| 2020 | Prêmio Ubuntu de Cultura Afro                  | Melhor Atriz                           | Malhação: Toda Forma de Amar | Venceu    | [ 37 ] |
| 2023 | Prêmio Cenym de Teatro                         | Melhor Atriz Coadjuvante               | A Cerimônia do Adeus         | Pendente  | [ 22 ] |
| 2023 | Prêmio Cenym de Teatro                         | Melhor Elenco                          | A Cerimônia do Adeus         | Pendente  | [ 22 ] |
| 2023 | Prêmio Cenym de Teatro                         | Melhor Qualidade Artística             | A Cerimônia do Adeus         | Pendente  | [ 22 ] |

## Ligações Externas
- Olívia Araújo. no IMDb.